# Comitatif
En linguistique, le comitatif (parfois dénommé sociatif ou associatif) est un cas grammatical exprimant l'accompagnement. Il s'exprime en français au moyen de la préposition avec. Exemple : « Il est allé au cinéma avec son amie. » Dans certaines autres langues plus synthétiques, comme le hongrois, le finnois, l'estonien, le japonais, le mongol et beaucoup de langues australiennes, le comitatif s'exprime au moyen d'une désinence  (comme -ga en estonien après la forme du génitif au singulier ou celle du partitif au pluriel, -val/-vel en hongrois) et remplit également d'autres fonctions (notamment celle de l'instrumental).

## En finnois
En finnois, ce cas (-ine, une forme a priori plurielle) est en passe de tomber en désuétude, et s'il est universellement compris, n'est plus vraiment productif et tend à ne se retrouver que dans des expressions figées : miehet vaimoineen ↔ les hommes avec leurs femmes. Il est remplacé par l'utilisation de la postposition kanssa (avec), qui fonctionne comme un clitique et n'obéit donc pas dans la plupart des cas aux lois de l'harmonie vocalique typiques du finnois. Ce phénomène de désuétude touche aussi d'autres cas, comme l'abessif ou l'instructif. La désinence doit porter un suffixe possessif. Ex : Hän tuli parhaine ystävineen. = « Il/elle est venu(e) avec son (sa/ses) meilleur(e/s) ami(e/s). »

## En letton
En letton, le sens comitatif est exprimé par la préposition ar et le cas instrumental (« instrumentālis »). Les désinences sont semblables, au singulier à celles de l'accusatif, et au pluriel à celles du datif :
- ar brāli (avec le frère), ar brāļiem (avec les frères).

## En mongol
En mongol classique, la marque du comitatif -luγa / -lüge sert également à indiquer le passé perfectif (s'emploie typiquement à la fin des récits), mais il n'est pas clair s'il s'agit de la grammaticalisation de la marque casuelle ou d'une coïncidence.

## En portugais
En portugais, le comitatif est exprimé par la contraction de la préposition com (avec) avec la forme latine du comitatif : comigo (com+mecum), contigo (com+tecum), consigo, connosco et convosco (Eu vou convosco ao cinema. Je vais au cinéma avec vous.)

## En tamoul
En tamoul, le suffixe associatif ஓடு (ōṭu) ou உடன் (uṭaṇ, formel) est ajouté au nom ou au pronom.